# رحیم الله حقانی
رحیم الله حقانی (درگذشته ۱۱ اوت ۲۰۲۲) از علمای افغانستان بود.
او از حامیان طالبان و از منتقدین دولت اسلامی خراسان (IS-K) بود. همچنین او عقیده داشت که در شریعت اسلامی چیزی مبنی بر ممنوعیت تحصیل علم زنان وجود ندارد و از این رو تحصیل زنان جایز است.
او پیشتر از دو ترور جان سالم به در برده بود. یکی از این ترورها در سال ۲۰۲۰ در پیشاور پاکستان روی داد که در آن هفت تن کشته شدند.

## مرگ
او در یک حمله انتحاری با بمب در کابل کشته شد.